# Anna Hassö
Anna Birgitta Agneta Hassö, född 6 oktober 1964 i Hedvig Eleonora församling i Stockholm, är en svensk ryttare i fälttävlan. Hon tävlar för Gärds Ryttarförening. Hon har vunnit Svenska mästerskapen i fälttävlan tre gånger, 2006, 2002 och 2020. Under 2003 års Badminton Horse Trials råkade hon och hästen Son of a Bitch ut för ett rotationsfall. Vid ett nedhopp i ett vattenhinder snubblar hästen och faller över Hassö i vattnet. Hästen klarar sig oskadd, men Hassö krossar bäckenet. I augusti samma år så tävlade hon på nytt.
Under världscupfinalen i fälttävlan 2006 på Ribersborg i Malmö faller hon och hästen Son of a Bitch i trappan som utgör hinder nummer 13. Hassö hamnar i klämm mellan hästen och trappan och bryter ryggen. Under 2011 gjorde hon comeback i fälttävlan. 